# What's It All About
What's It All About es un álbum de estudio de Pat Metheny. Fue producido por Metheny y publicado por
Nonesuch Records, perteneciente a Warner Music y publicado el 14 de junio de 2011. El álbum fue 
grabado en febrero de 2011 por Metheny, Pete Karam y David Oakes en el estudio hogareño de Metheny en New York 
y consiste en versiones de diez canciones estándar, entre ellas, el tema de Alfie, Garota de Ipanema, de 
Vinicius de Moraes, The Sound of Silence, de Simon and Garfunkel, y And I Love Her, de The Beatles, 
interpretadas por Metheny empleando la guitarra barítono que utilizó en One Quiet Night, guitarras de nailon y su guitarra Pikasso de 42 cuerdas.
El diseño gráfico fue realizado por Barbara de Wilde y las fotografías fueron tomadas por Sandrine Lee. 
What's It All About llegó al puesto 1 de la lista Billboard de álbumes de Jazz en los Estados Unidos en 2012 y 2013.
En 2011, llegó al puesto 125 de la lista de "The Billboard 200" en dicho país, en la que se incluyen los mejores álbumes de todos los estilos. Además, obtuvo el Grammy como "Mejor Álbum de
Música New Age".

## Canciones
1. The Sound of Silence (Paul Simon) - 6:32   
2. Cherish (Terry Kirkman) - 5:25
3. Alfie (Burt Bacharach/Hal David) - 7:41
4. Pipeline (Bob Spickard/Brian Carman) - 3:23
5. Garota de Ipanema (Antonio Carlos Jobim/Vinicius de Moraes) - 5:07
6. Rainy Days and Mondays (Roger Nichols/Paul H. Williams - 7:10
7. That´s The Way I´ve Always Heard It Should Be (Carly Simon/Jacob Brackman) - 5:57
8. Slow Hot Wind (Henry Mancini/Norman Gimbel) - 4:23
9. Betcha By Golly, Wow (Thomas Bell/Linda Creed) - 5:12
10. And I Love Her (John Lennon/Paul McCartney) - 4:22

## Personal
- Pat Metheny = Guitarra barítono, guitarra de seis cuerdas, guitarra de 42 cuerdas, guitarras de cuerdas de nailon,

producción e ingeniero de grabación.
- Pete Karam = Ingeniero de grabación y mezcla.

- David Oakes = Ingeniero de grabación.

- Robert Hurwitz = Productor ejecutivo.

- Ted Jensen = Masterización